# Tigres UANL
Tigres UANL, punim imenom Club Tigres de la Universidad Autónoma de Nuevo León, poznat još kao Tigres, meksički je nogometni klub iz metropolitanskog područja Monterreya u saveznoj državi Nuevo León. Osnovan je 1960. godine pod imenom Club Deportivo Universitario de Nuevo León, a današnji naziv nosi od 1967. Natječe se u Liga MX, najvišoj razini meksičkog nogometa.
Tigres je prvi veći uspjeh ostvario u sezoni 1975./76., kada je osvojio Copa MX i postao prvi klub iz Nuevo Leóna koji je osvojio trofej. Osvojio je osam naslova prvaka Meksika i tri puta Copa MX. Na međunarodnoj sceni, osvojo je CONCACAF Ligu prvaka 2020., a iste godine postao je prvi klub iz CONCACAF-a koji je igrao finale Svjetskog klupskog prvenstva, gdje je izgubio od Bayerna.
Tigres je službeni klub Autonomnog sveučilišta Nuevo León, a domaće utakmice igra na stadionu Estadio Universitario u San Nicolásu. Tradicionalne boje kluba su zlatna i plava. Glavni rival im je C.F. Monterrey, a njihov međusobni susret poznat je kao Clásico Regiomontano.

## Uspjesi

### Domaći
- Liga MX (8 naslova): 1977./78., 1981./82., 2011. (Apertura), 2015. (Apertura), 2016. (Apertura), 2017. (Apertura), 2019. (Clausura), 2023. (Clausura)

- Copa MX (3 naslova): 1975./76., 1995./96., 2014. (Clausura)

- Campeón de Campeones (4 naslova): 2016., 2017., 2018., 2023.

- InterLiga (2 naslova): 2005., 2006.

### Međunarodni
- CONCACAF Liga prvaka (1 naslov): 2020.

- Campeones Cup (1 naslov): 2023.

- SuperLiga (1 naslov): 2009.